# Robert Crumb
Robert Crumb [krʌm], även känd som R. Crumb, född 30 augusti 1943 i Philadelphia, Pennsylvania, är en amerikansk geniförklarad serietecknare som var en av de ledande skaparna av de så kallade underground-serierna på 1960-talet. 1965 gjorde han kultserien Fritz the Cat som blev film 1971 av Ralph Bakshi. Han ritade samtidigt serier i tidningen Zap Comics. På 1970-talet ritade han vissa serier i tidningen American Splendor, som handlar om serieförfattaren Harvey Pekars liv. Crumb är väldigt förtjust i gammaldags jazz och spelar själv banjo. Bland hans serier bör (förutom Fritz the Cat) även Mr. Natural och Itzy and Bitzy nämnas. Han har också illustrerat seriealbumet Kafka − en introduktion av David Zane Mairowitz. Filmregissören Terry Zwigoff gjorde 1994 dokumentärfilmen Crumb om Crumb.

## Biografi
Robert Crumb växte upp i Philadelphia tillsammans med sina två bröder och två systrar, en dominant pappa och en amfetaminberoende mamma. Redan som barn tecknade Robert och hans bror Charles mängder av serier för att roa sig själva och sin familj. Charles var Roberts storebror och den som tidigast medvetet satsade på serieteckningen. De startade även ett privat "serieförlag" tillsammans med brodern Maxon Crumb och sina två systrar. Inspirerad främst av dagspress-serier av den klassiska skolan, bestämde Robert sig tidigt för att satsa på en professionell karriär som tecknare. Denna karriär inleddes 1962 då han fick arbete som tecknare av gratulationskort. Under samma period fick han kontakt med Harvey Kurtzman som gav honom ett jobb på sin tidning Help! i New York. Kort därefter lades tidningen ner.

### Undergroundrörelsen
I slutet av 1960-talet rönte undergroundserier stor uppmärksamhet i det USA som präglades av "the love generation". Undergroundserier var tecknade serier som gavs ut i seriefanzin eller på småförlag och som ofta innehöll provocerande och utmanande innehåll, med mycket sex, droger, våld och politisk satir. Robert Crumb blev en av förgrundsgestalterna i undergroundsammanhangen.
Början på genombrottet skedde 1967, då Crumb, nu bosatt i Kalifornien, släppte det första numret av Zap Comix. Det sponsrades ursprungligen av tidskriften Yarrowstalks, som han tidigare gjort en del serier för. Då Yarrowstalks utgivare försvann med originalteckningarna till första numret, tog Crumb sina kopior av dessa, samt de teckningar som han färdigställt till nummer två och lyckades få dem utgivna av förläggarna Don Donahue och Charles Plymell. Zap blev en succé inom de alternativa kretsarna i 60-talets USA, och i senare nummer fick Crumb sällskap av andra provokativa serietecknare såsom S. Clay Wilson, Gilbert Shelton, Rick Griffin och Victor Moscoso. Zap följdes sedermera av tidningar som Jiz, Snatch Comics och Home Grown Funnies. Seriefigurer som Mr. Natural, Mr. Snoid, Flakey Foont, Eggs Ackley, Shuman the Human, Angelfood McSpade, Whiteman och Fritz the Cat rönte stor popularitet och blev en del av hippierörelsens ikonografi.

### Fritz the Cat
I sin ungdom hade Crumb skapat en kattfigur som han kallade Fred the Cat. 1965 hade han återupplivat den under namnet Fritz the Cat, och ett avsnitt med honom hade publicerats i herrtidningen Cavalier. Under slutet av 1960-talet blev det fler avsnitt och Fritz blev populär, något som kulminerade då animatören Ralph Bakshi 1972 gjorde tecknad långfilm av figuren. Crumb själv blev inte nöjd med filmen, och det kommersiella intresset gjorde honom så trött på det hela att han bestämde sig för att avliva katten Fritz. Detta skedde i tidningen People's Comics.

### Politiskt och självbiografiskt
Efter hippieerans kulmen började Crumb alltmer att intressera sig för politisk satir, såväl som för mer jordnära vardagsskildringar. Under den här tiden började han också med sina självbiografiska serier, både på egen hand och i sina jamserier med hustrun Aline Kominsky-Crumb i tidningen Dirty Laundry.
1976 hjälpte han sin vän Harvey Pekar att starta en serietidning med självbiografiska serier om Pekars eget liv. Resultatet blev American Splendor. Eftersom Pekar inte kunde teckna själv, stod Crumb för bilderna i åtskilliga av Pekars tidiga serier.
I början av 1980-talet startade Crumb Weirdo, ett antologimagasin som innehöll både hans egna serier och några av de främsta alternativserieskaparna från samma period. Hans solotidning Hup kom ut vid ungefär samma tid och introducerade den nya figuren Devil Girl.

### 1990-talet och framåt
I övre medelåldern fortsätter Crumb sin talrika produktion av rosade och uppmärksammade serier. Bland produktionen på senare år kan nämnas tidningen Self-Loathing Comics och seriebiografin om Franz Kafka, med manus av David Zane Mairowitz. Han har även publicerats ofta i The New Yorker. Idag är Crumb fortfarande en aktiv serietecknare och närmast legendarisk. Han bor numera i Frankrike tillsammans med sin familj. Förlaget Fantagraphics har gett ut The Complete Crumb, en albumserie som samlar Robert Crumbs serier kronologiskt, från de tidigaste publikationerna fram till idag.

### Övrig produktion
Crumb har inte bara tecknat serier. Förutom de ovan nämnda gratulationskorten (av vilka en del översattes till svenska) har han även gjort en mängd skivomslag (det mest kända är förmodligen det till Cheap Thrills med Janis Joplin/Big Brother and the Holding Company från 1968). Han gjorde också omslaget till CD:n Gay Life in Dikanka, se nedan. Hans serieruta "Keep on truckin'" är berömd från otaliga affischer och t-shirts, och han har också illustrerat ett flertal böcker. Han har även spelat in musik med bandet R. Crumb & His Cheap Suit Serenaders, vilken utgavs på bland annat stenkakor under 1970-talet.

## Stil
Oavsett vad man tycker om Crumbs serier så är de flesta berörda av dem. Vissa höjer honom till skyarna för hans hantverksskicklighet, hans nyskapande och hans självutlämnande. Andra har tagit illa vid sig av kontroversiellt innehåll, tveksamma åsikter och grova karikatyrer. Många har gjort bådadera.

### Innehåll och teman
Under sin karriär har Crumb ägnat sig åt allehanda ämnen, från politisk satir till självbiografiska bekännelser, från utmanande provokationer till dystopiska allegorier. Sex (ofta i form av de mest bisarra fantasiskildringar) har varit ett av Crumbs återkommande favoritämnen. Detta återkommer i så väl självbiografiska som i satiriska och ibland närmast pornografiska historier. Ett annat återkommande fenomen är den lilla utsatta och neurotiska människan som vänder sin utsatthet till ett hat mot mänskligheten och det moderna samhället. Ofta är denna figur Crumb själv, men det kan även gestaltas i form av figurer som Whiteman, Flakey Foont och the Desperate Character.

### Form och stil
Teckningsmässigt är Robert Crumb framför allt påverkad av gamla tiders serier i dagspressen, vilket märks tydligast i hans tidiga verk och i den cartoonstil han ofta använder sig av än idag. Denna kännetecknas av runda former och ofta väldigt "gulliga" figurer. Han behärskar också en mycket realistisk stil som framför allt återkommer i de självbiografiska serierna.
Berättartekniken är vanligtvis enkel och effektiv, tydligt inriktad på att bära historien och förmedla budskapet.

### Influenser från andra serieskapare
Till de influenser Crumb har nämnt när det gäller teckningarna hör E.C. Segar ("Karl-Alfred"), Bud Fisher ("Storklas & Lillklas"), Rube Goldberg, Billy DeBeck ("Tjalle Tvärvigg"), George McManus ("Gyllenbom"), George Baker ("Sad Sack"), Walt Kelly ("Pogo") och Harold Gray ("Little Orphan Annie"). När det gäller berättandet anser han sig ha påverkats av Carl Barks ("Kalle Anka") och John Stanley ("Lilla Lotta").
Han har citerats säga att han inte har mycket till övers för de nya dagpresserierna från 1960-talet och framåt. Crumb har länge framfört en nostalgisk romantisering av den gamla tiden, innan han själv föddes, och förakt gentemot den moderna tiden och nya fenomen. En berömd serie skildrar ett ursprungligen vackert amerikanskt naturlandskap som obönhörligt civiliseras (försämras) från ruta till ruta och slutar som ett avgasstinkande och överbefolkat inferno. Alienation är också ett genomgående existentiellt tema i Crumbs verk, som i de berömda "Boxes", där figurerna lever instängda i en trång låda och är rädda för vad som kan finnas utanför (friheten).

### Influenser på andra serieskapare
Även folk som inte har imponerats direkt av Crumbs serier, har inspirerats av hans attityd att göra serier om varenda märklig liten tankegång som far genom skallen, och trycka upp och sälja tidningar utan inblandning av stora seriebolag i ryggen. Harvey Pekar är en av de serieskapare (och vänner till Crumb) som påverkats direkt av honom och därmed beslutat sig för att göra och ge ut egna serier. Crumb själv illustrerade åtskilliga av de självbiografiska serier som Pekar skrev manus till i sin tidning American Splendor. Andra serieskapare som medgett att de påverkats av Crumb är bland andra Peter Bagge, Daniel Clowes, Kaz, Joe Matt, Max, Chris Ware, Carol Lay och Phoebe Gloeckner.

### Kontroverser kring Crumb
Crumb har alltid varit en egensinnig serieskapare som ägnat sig åt tabubelagda ämnen. Han har ofta utforskat sitt inre och sina egna fördomar på seriesidorna. Dessutom arbetar han med grova karikatyrer. Allt detta har naturligtvis lett till att hans serier varit föremål för skarp kritik och viss moralpanik. Hans stereotypa karikatyrer av bl.a. afroamerikaner (se till exempel Angelfood McSpade) har varit föremål för mycken diskussion och en rasistisk organisation lär olovandes ha återtryckt hans serie "When the Niggers Take Over America" på 1990-talet. Crumb tar avstånd från detta och säger att det är fråga om en skildring av gammaldags rasism, inte ett nidporträtt av svarta.
Serien "Mr. Natural on the Bum" (från Mr. Natural nr 1) är en av de mer kontroversiella Crumbserierna då den har beskyllts för att innehålla barnpornografi (Mr. Natural själv idkar oralsex med en jättebaby i serien). Enligt Crumb själv är detta inte seriens avsikt. Den ska istället i allegorisk form skildra ett förhållande som Crumb själv hade med en, i hans tycke, omogen flickvän. Karaktären Mr. Natural är en parodi på oseriösa gurus och sektledare som manipulerar sin omgivning och strör cynismer omkring sig. Hans desorienterade discipel Flaky Foont antastar honom ständigt med frågor om livets mening. Den mer intellektuelle Dr. Wanowsky får ge uttryck åt Crumbs politiskt radikala sida, Shuman the Human är en känslig idealist medan han använder karaktären the Snoid för sina mer sinistra idéer.Mr. Appropriate är en käck grönavågare. 
Inte minst Crumbs kvinnoporträtt har ofta kritiserats. Mixen av självutlämnande sexuella fantasier och politisk satir (mot bl.a. feminismen) har gjort att feminister som seriehistorikern Trina Robbins har kallat hans verk misogyna och pornografiska. Huruvida detta är sant eller inte är tveksamt, inte minst då Crumb själv har medgett en rädsla för kvinnor och erkänt att hans verk är något av en "konstnärlig onani" där han inte drar sig för att vräka ut även sina sämsta sidor inför allmänheten.

## Crumb som person
Robert Crumb är känd för att vara något av ett original. Han är nervös, folkskygg och ibland närmast misantropisk. Mer än en gång har han varit inbjuden som hedersgäst på seriemässor och väl där vägrat att träffa några som helst människor. Till Crumbs andra sidor hör en väl utvecklad "stofilism" (att föredra gammalt framför nytt), ett maniskt samlande på gamla 78-varvsskivor, samt flera sexuella fetischer, inklusive stora kvinnostjärtar, ridande på kvinnors ryggar och "kontortionism", kvinnor med kroppen bänd i mer eller mindre omöjliga positioner. Dessa ämnen återkommer ofta i hans serier. Han spelar även banjo i banden Les Primitifs du Futur och R. Crumb and his Cheap Suit Serenaders. 24 låtar ur hans samling 78-varvare gavs ut på CD år 2000 av det svenska förlaget Bakhåll under namnet Gay Life in Dikanka: R. Crumb's Old-Time Favorites.
Crumbs fru Aline Kominsky-Crumb, hans dotter Sophie Crumb och hans bror Charles Crumb är också serieskapare.

## Crumb i kulturen
1987 producerade BBC en timslång dokumentär om Robert Crumb och hans familj, i samband med Robert och Aline själva. Filmen har titeln The Confessions of Robert Crumb och är något av en essäfilm där Robert berättar om sitt liv, och hur han mår bättre nu med sin familj efter alla svårigheter han gått igenom tidigare i livet. 1994 gjorde vännen och independentfilmaren Terry Zwigoff en dokumentärfilm om Robert Crumb och hans familj med det passande namnet Crumb. Robert Crumb finns även med som spelad karaktär i filmen American Splendor, som handlar om Harvey Pekars liv. Här gestaltas Crumb av skådespelaren James Urbaniak.

## Verk

### Film
- David Lynch/Terry Zwigoff: Crumb. DVD 1994.

### Crumb på svenska
Första svenska publiceringen av Crumbs serier skedde 1969 i den satiriska undergroundtidningen Puss nr 14, ett specialnummer med serietema. Därefter fanns han även med i Puss nr 15 (1970) och 16 (1971). Seriebilagan KA-FLONK!! NEWS, som medföljde konsttidskriften Paletten nr 1/1970, innehöll också serier av Crumb, liksom serietidningen Serie-Pressen nr 7/1972. Under 80-talet (och tidiga 90-talet) publicerades hans serier på svenska i vuxenserietidningarna Epix och Pox, samt i egna album utgivna av RSR Epix. Ett urval av Crumbs serier publicerades även i Bild & Bubbla nr 2/1982, samt en kortare serie i Bild & Bubblas andra seriebok. "American Splendor" av Crumb och Harvey Pekar har publicerats i magasinet Rocky. 
Kafka, David Zane Mairowitz och Crumbs bok om Franz Kafka, har getts ut i svensk översättning av Hans Blomqvist och Erik Ågren på Bakhåll 2000. Boken innehåller en del serieavsnitt men är till stor del en illustrerad bok där Mairowitz skrivit texten och Crumb illustrerat.
- Fritz the Cat (Fritz the Cat) (svensk text: Lars Andreasson, Medusa, 1984)
- På dojan (svensk text: Karin Wänstedt, RSR Epix, 1985)
- Bombade skallar (svensk text: Lasse Andreasson, RSR Epix, 1986)
- Naturbarn (översättning: Lars Andreasson, RSR Epix, 1987)
- Fritz the Cat (Fritz the Cat) (översättning: Andreas Palmær, Karneval, 2008)
- Första Moseboken, Genesis (The book of Genesis) (bearbetning av Rolf Classon och Klara Möller Norén, Kartago, 2009)

## Källhänvisningar
1. ↑  Internet Movie Database, IMDb-ID: nm0190054co0047972, läst: 17 oktober 2015.[källa från Wikidata]
2. ↑  Robert Crumb, RKDartists (på engelska), RKDartists-ID: 262705.[källa från Wikidata]
3. ↑  Robert Crumb, Benezit Dictionary of Artists (på engelska), Oxford University Press, 2006 och 2011, ISBN 978-0-19-977378-7, Benezit-ID: B00203245.[källa från Wikidata]
4. ↑  Museum of Modern Arts webbsamling, MoMA konstnärs-ID: 6813, läs online, läst: 4 december 2019.[källa från Wikidata]
5. ↑  läs online, www.comic-con.org , läst: 17 september 2021.[källa från Wikidata]
6. ↑  läs online, www.comic-con.org , läst: 20 september 2021.[källa från Wikidata]
7. ↑  läs online, www.harveyawards.com , läst: 24 september 2021.[källa från Wikidata]
8. ↑  Beuchamp, Monte/Groening, Matt (red): The Life and Times of R. Crumb. St Martins, N.Y. 1998. ISBN 978-0-87816-625-1
9. ↑  "Robert Crumb". NE.se. Läst 29 augusti 2014.
10. ↑  ”LIBRIS - Paletten /”. libris.kb.se. http://libris.kb.se/bib/8258155?vw=full. Läst 21 december 2019.